# ان‌دی‌این
ان‌دی‌این‌ها(به انگلیسی: Enediyne) ترکیبات آلی حاوی دو پیوند سه‌گانه و یک پیوند دوگانه هستند.